# ゲルトカルテ

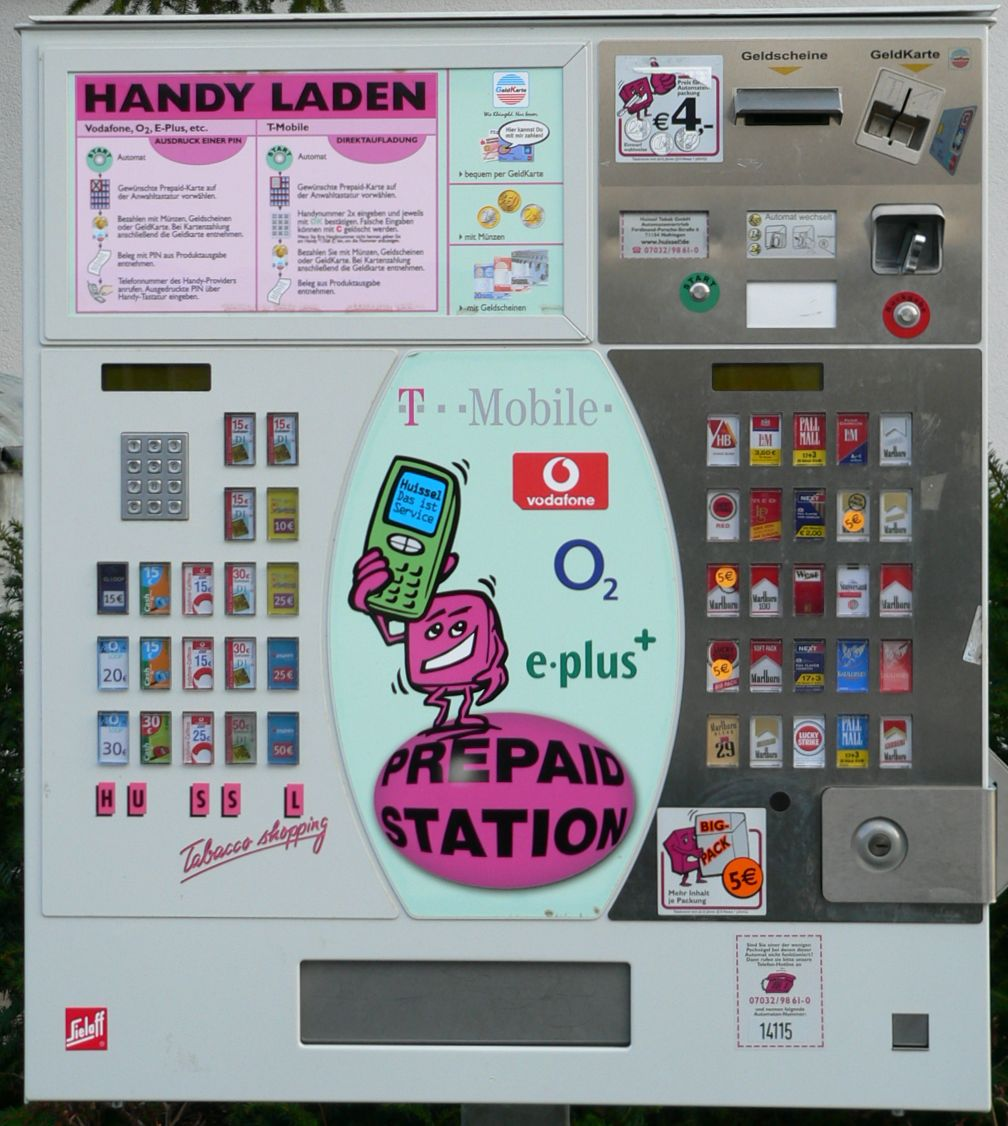
ゲルトカルテが使えるタバコと携帯電話用のプリペイドカードの自動販売機

ゲルトカルテ (ドイツ語：Geldkarte)は、ドイツで普及しているICカード型電子マネー。
ハノーファーの市電やマクドナルド・一部のタクシー・ショッピングモール・たばこの自動販売機・コンピュータゲームの支払にも使え、4400万枚ものカードが発行されている。利用限度額400DM/1枚。手数料0.3％前後。
記名式のカードは成人認証の役割もあり、タバコの自動販売機に採用されている。
2024年末までにgirocardに置換される予定である。